# Echeveria gracilis
Echeveria gracilis är en fetbladsväxtart som beskrevs av Rose apud Walther. Echeveria gracilis ingår i släktet Echeveria och familjen fetbladsväxter. Inga underarter finns listade i Catalogue of Life.